# Эрик Рингссон
Эрик Рингссон (швед. Erik Ringsson; иногда именуемый Эрик V) — легендарный шведский конунг, возможно правивший Швецией (областью Свеаланд) в середине X века как соправитель своего дяди Бьёрна Эриксона.
Известен только по сообщению Адама Бременского, который рассказывая о событиях 935—936 годов, пишет «тогда в Свеонии правил некто Ринг с сыновьями Херихом [Эриком] и Эдмундом». Историки предполагают, что около 940 года Эрик наследовал своему отцу и делил власть со своим дядей Бьёрном Эриксоном.
Собственно скандинавские средневековые источники не знают ни Эрика Рингссона, ни его отца Ринга Эрикссона и утверждают, что Бьёрн Эрикссон унаследовал власть напрямую от своего отца Эрика Анундсона.
Возможно, сыном Эрика Рингссона был Эмунд Эрикссон, упоминаемый Адамом Бременским под 970-ми годами как союзник датского короля Харальда Синезубого, однако в отношении генеалогии Эмунда Эрикссона есть и другие версии.